# Linksys
Linksys від Cisco, широко відома як Linksys, є торговою маркою мережевих продуктів для будинку та малого офісу. Зараз продукція виробляється як Cisco Systems, хоча колись окрема компанія, заснована в 1995 році, перш ніж була придбана Cisco в 2003 році.
Продукти в даний час і раніше розповсюджується під назвою бренду Linksys та включають в себе лінійку приладів широкосмугового доступу і бездротових маршрутизаторів, Ethernet комутаторів, VoIP-обладнання, бездротових інтернет-відео камер, цифрових аудіо-, мережних систем зберігання даних і інших продуктів.
У 2007 році Генеральний директор Cisco Джон Чемберс описав довгостроковий план, щоб убити незалежний бренд Linksys: "Все буде переходити з часом в бренд Cisco, а причину, чому ми зберегли бренд Linksys -  його більша поширеність в США, ніж навіть Cisco для споживача."
З 2008 року всі продукти, що продаються Linksys були упаковані і називали "Linksys від Cisco".
Раніше незалежний вебсайт в даний час Linksys перенаправляє на Cisco. Малий бізнес розслідування колишній продуктів Linksys спрямовані на продуктах Cisco та мережа реселерів. Запити на продукцію Linksys для малого бізнесу зараз покриваються дистриб'юторською мережею Cisco.

## Історія
Linksys була заснована в 1988 році в гаражі в місті Ірвін, штат Каліфорнія. Засновники, Janie Tsao  та Victor Tsao  (отримав ступінь магістра в галузі комп'ютерних наук Іллінойського технологічного інституту в 1980 році), були іммігрантами з Тайваню, які мали другу роботу як консультанти, що спеціалізуються в паруванні американських постачальників технологій з виробниками на Тайвані. першою продукцією компанії були принтер розподільники, які підключені декілька комп'ютерів з принтерами. З цього розкласти в концентратори Ethernet, мережеві карти, і шнури. До 1994 року вона зросла до 55 осіб з річним доходом в 6,5 млн дол.
Компанія отримала потужний імпульс в 1995 році, коли Microsoft випустила Windows 95 за допомогою вбудованого в області мережевих функцій, які розширили ринок для своєї продукції. У 1999 році компанія оголосила про перший Fast Ethernet PCMCIA карту для ноутбуків. У 2000 році вона випустила перший 8-портовий маршрутизатор з SNMP і QoS, а в 2001 році ввироблено мільйонний кабельний DSL маршрутизатор. До 2003 року, коли компанія була придбана компанією Cisco, вона мала 305 співробітників, дохід понад 500 мільйонів доларів .
Cisco продовжує інвестувати в розширення продуктової лінійки компанії. У квітні 2005 року Cisco придбала виробника Sipura VoIP зробила його частиною підрозділу Linksys.[4] Якийсь час, VoIP-продуктів, заснованих на технології Sipura були запропоновані в рамках бренду Linksys Voice System. (В даний час вони продаються Cisco в рамках серії бізнес Linksys.) У липні 2008 року Cisco придбала Seattle-based Pure Networks, постачальника домашніх мереж управління програмним забезпеченням.